# 恰巴縣

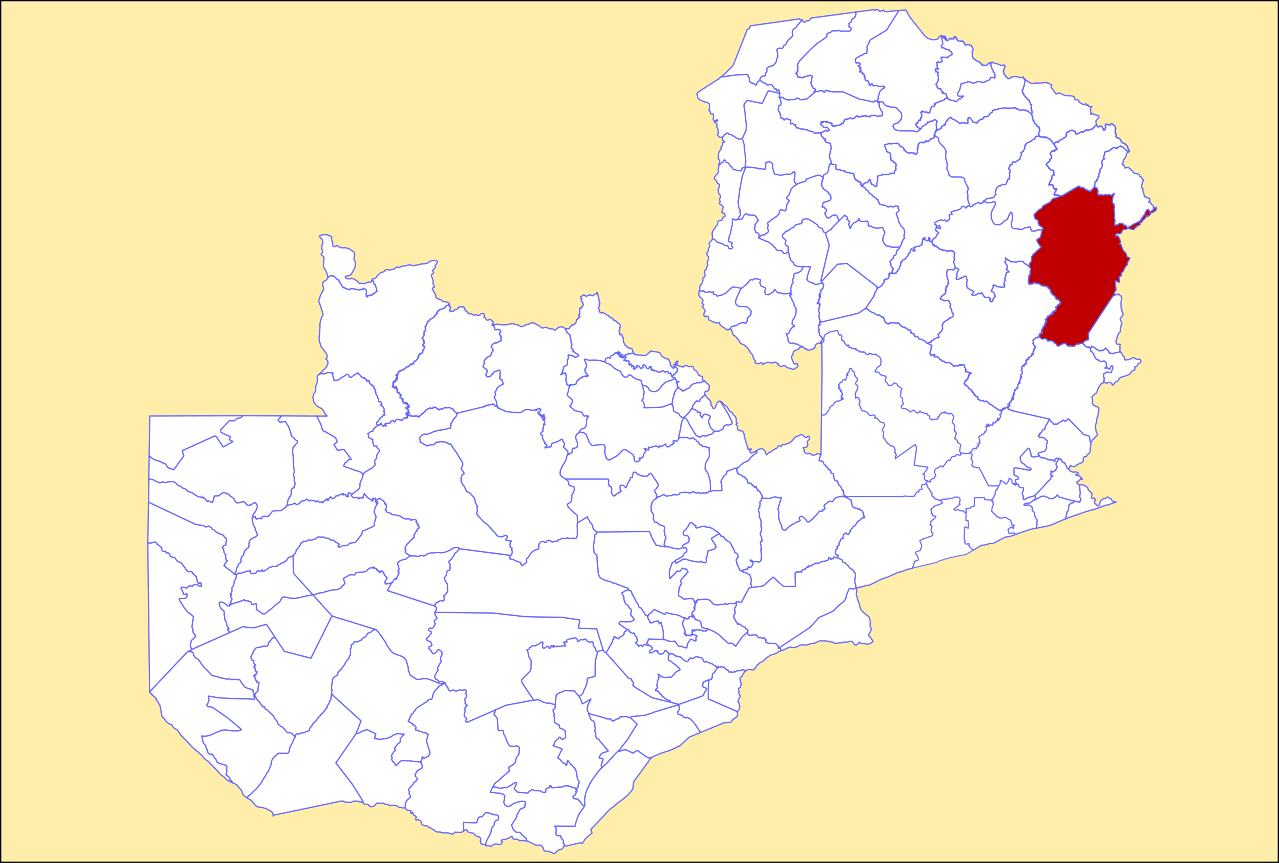

11°15′S 32°50′E / 11.250°S 32.833°E
恰巴縣（英語：Chama District），是贊比亞的縣份，位於該國東北部，由穆欽加省負責管轄，首府設於恰巴，面積17,630平方公里，2010年人口103,894，人口密度每平方公里5.9人。